# シャラン (ヴァンデ県)
シャラン （Challans）は、フランス、ペイ・ド・ラ・ロワール地域圏、ヴァンデ県のコミューン。マレ・ブルトン地方の中心地である。

## 地理
県北西部に位置する。ヴァンデのマレ・ブルトン地方の端にあり、大西洋岸から15km内陸になる。

## 歴史

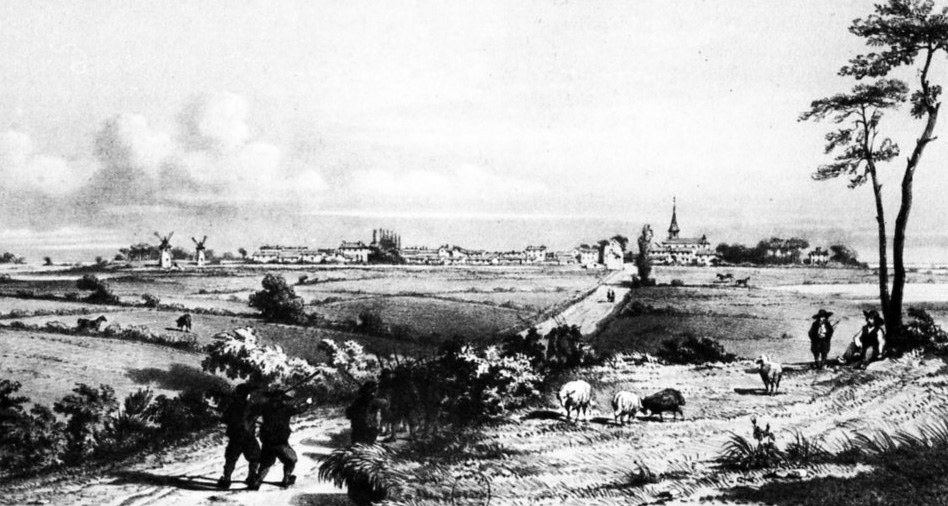
19世紀に描かれたシャラン

シャランの歴史は先史時代にさかのぼる。一帯で見つかる巨石記念物がその証拠である。町の名はkalという言葉からきている。kalとは隠れ家または村を意味する。ガロ＝ローマ時代からヴィッラがフィロディエールにあった（サレルテーヌにかつてあったアベール・ラ・カイヨディエール橋からそう遠くない）。中世の町は、コムキエ男爵領の支配下にあった。村にすぎなかったシャランが市を開くようになり、成長していったのはこの時点である。17世紀にコムキエ城が解体されると、シャランは州の行政の中心となった。
フランス革命後、シャランは郡庁所在地となった。しかし町はヴァンデ戦争の影響を受け、共和国軍と王党軍の間で多くの衝突が起きた。1793年3月13日から蜂起が起きてから、町は王党軍に占領された。本当の最初の戦いはそれから一か月後、1793年4月13日に共和国軍が奪還しようとした時である。別の2度の戦いは、1794年4月7日と6月6日には王党軍が町を奪い取ろうとして起きた。いずれの戦いも、共和国軍が勝利した。
19世紀、町は経済ブームで発展をみた。ナント-ラ・ロッシュ＝シュル＝ヨン間鉄道がシャランを通過するよう開発されたおかげである。

## 経済
シャランは町の中心部に300以上の店舗を持つ一方で、郊外に大規模な食品スーパーや専門店がある。町では4週ごとに市が開催されている。火曜日の市はヴァンデ県北西部最大のものとして知られている。町にはベネトウ社の工場を含む、およそ1500社がある。シャランは家禽の飼育で知られており、トゥール・ダルジャンに提供されているシャラン鴨が有名である。

## 人口統計
| 1962年 | 1968年 | 1975年 | 1982年 | 1990年 | 1999年 | 2008年 | 2013年 |
| ------ | ------ | ------ | ------ | ------ | ------ | ------ | ------ |
| 6962   | 8558   | 11794  | 12845  | 14203  | 16132  | 18338  | 19501  |

参照元:1962年から1999年まで人口の2倍カウントなし。1999年までEHESS/Cassini、2004年以降INSEE

## 史跡

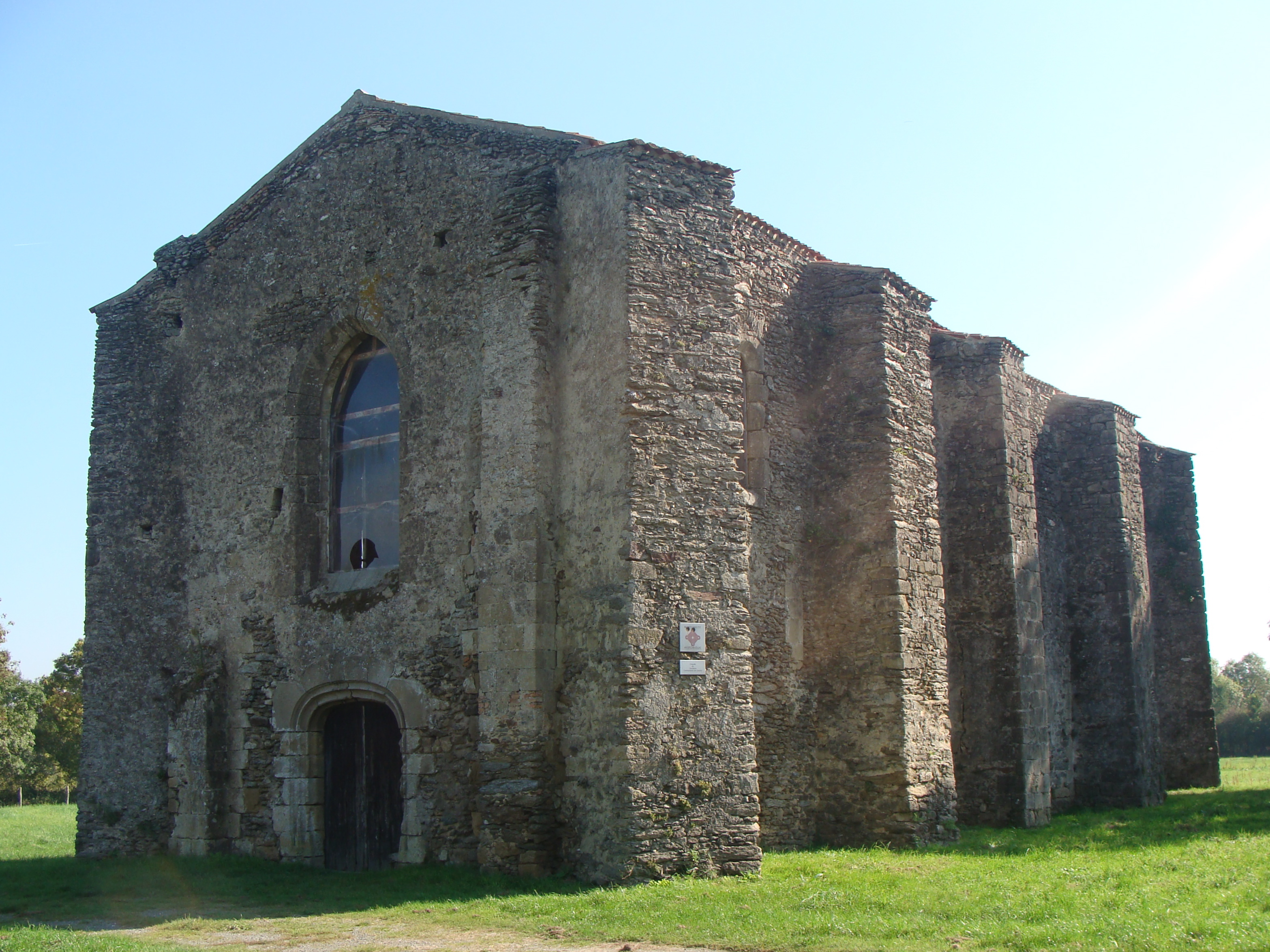
クドリーのコマンドリー
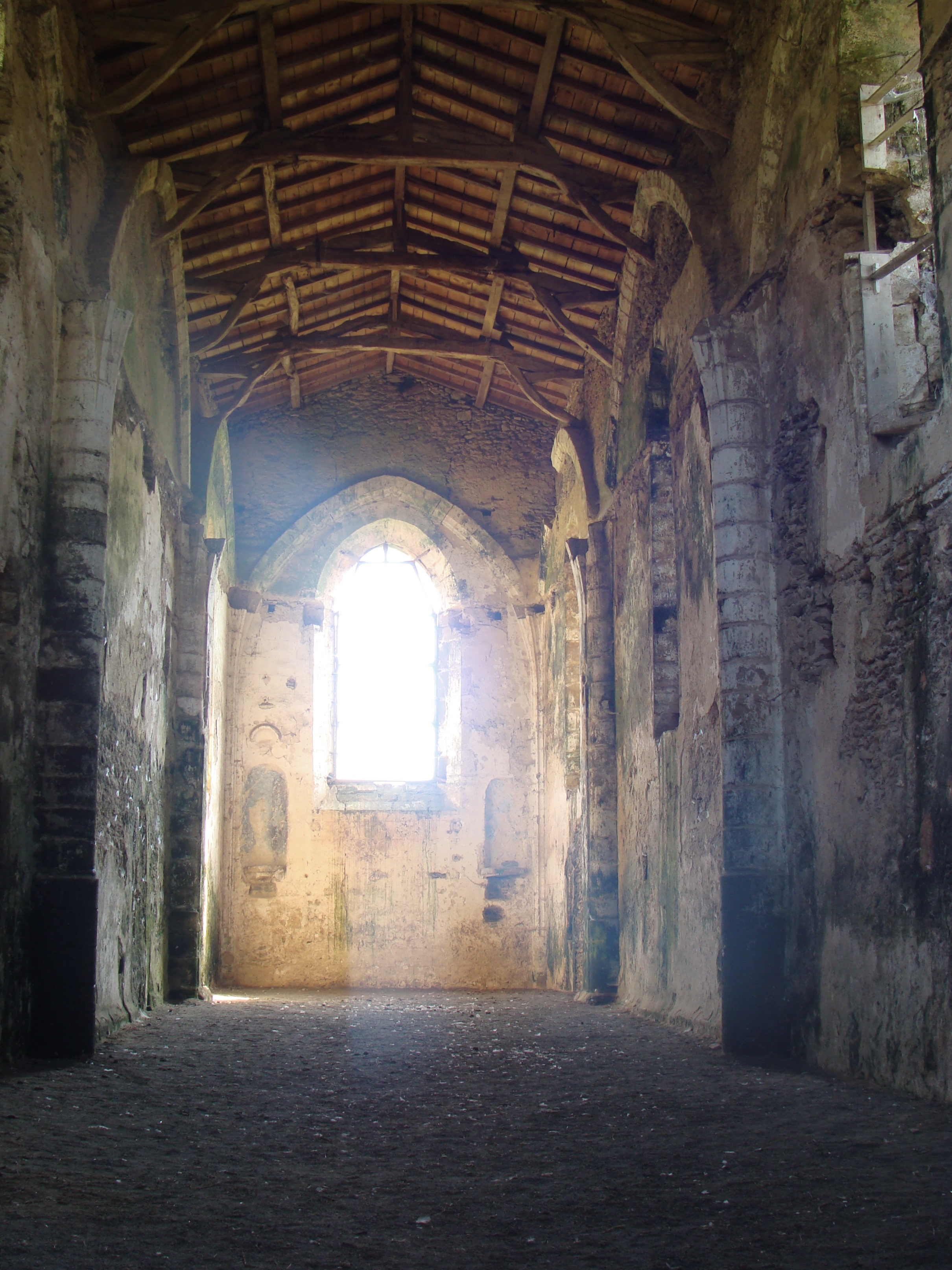
クドリーのコマンドリー
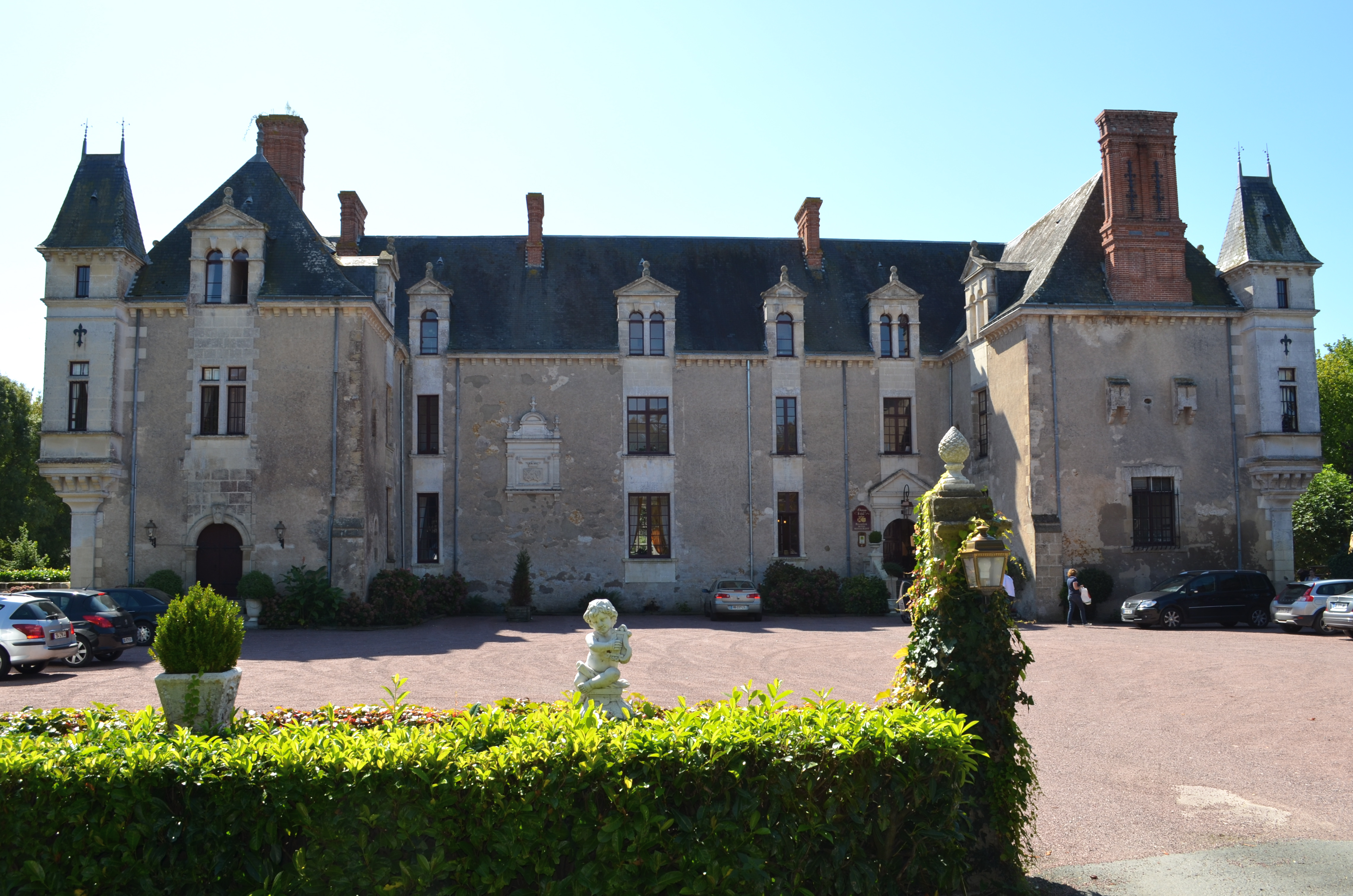
ラ・ヴェリー館
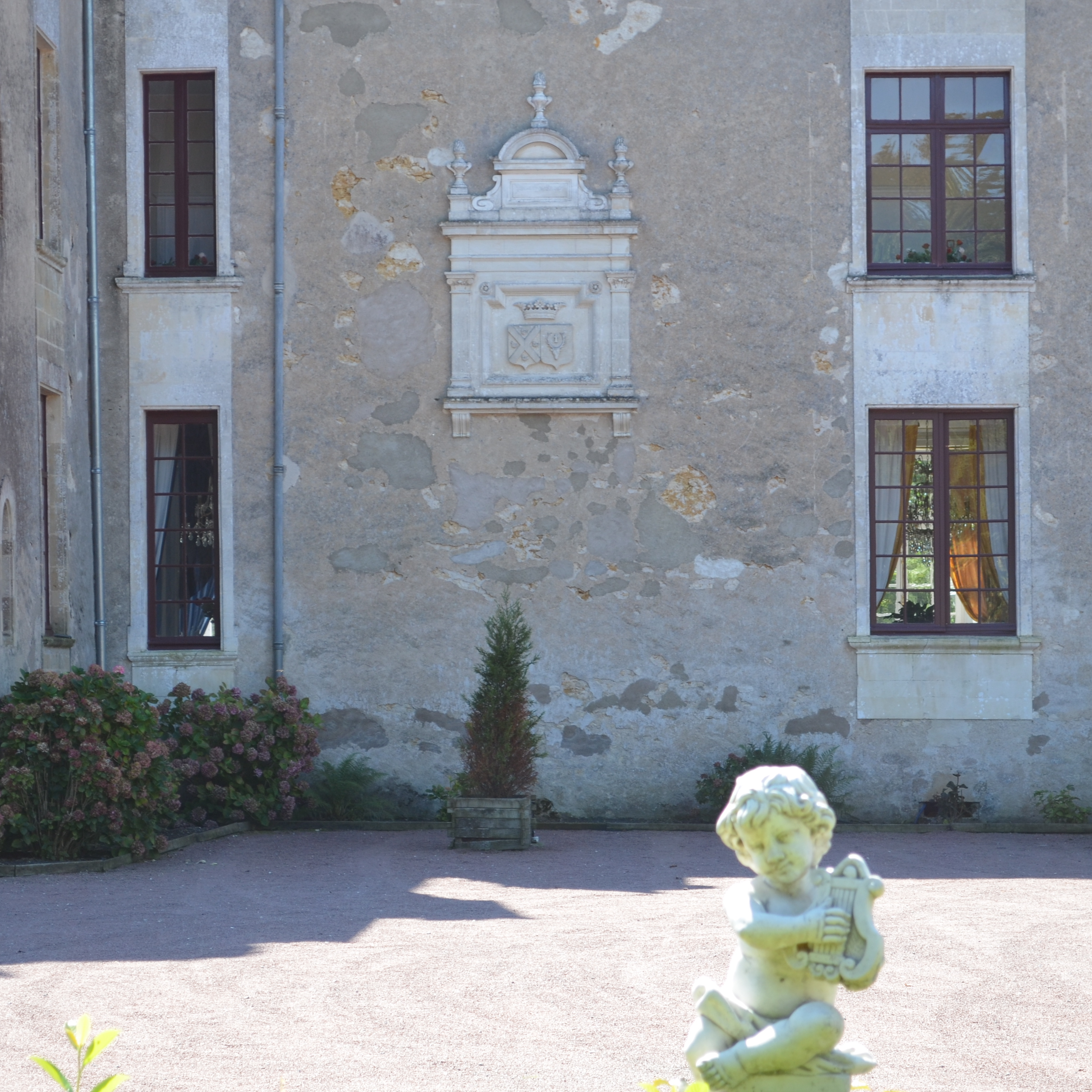
ラ・ヴェリー館

## ゆかりの人物
- ジャクリーヌ・オリオール

## 姉妹都市
- サロンノ、イタリア

### ノート
1. ↑  Réélu en 2014.